# Carrefour (hebdomadaire)
Pour les articles homonymes, voir Carrefour (homonymie).
 (mars 2017).
Si vous disposez d'ouvrages ou d'articles de référence ou si vous connaissez des sites web de qualité traitant du thème abordé ici, merci de compléter l'article en donnant les références utiles à sa vérifiabilité et en les liant à la section « Notes et références ».
Carrefour est un hebdomadaire d'inspiration démocrate-chrétienne, puis gaulliste après 1947, né après la Libération de Paris, comme émanation du mouvement de résistance du Groupe de la rue de Lille, dans la continuité des Cahiers du travaillisme français, publiés clandestinement. Carrefour est publié de 1944 à 1986, de façon hebdomadaire jusqu'en 1977, puis trimestrielle de 1979 à 1986.

## Historique

### Fondation durant la Résistance
Après la Libération, Carrefour est animé par Emilien Amaury, Robert Buron, Félix Garas, et Yves Helleu. Henri Hell est le critique littéraire. Le secrétaire général est Jean Sangnier. Le journal, né dans la Résistance, bénéficiant de signatures prestigieuses, demeure une référence forte après la guerre.
L’article de François Mauriac Servir la France ressuscitée, en tête du premier numéro, en donne le programme : après avoir salué « les quotidiens libres » renaissant à la lumière « depuis une semaine, dans la fièvre de Paris qui pourchasse la Wehrmacht », le rôle du journal est dans « une vaste synthèse », de permettre « à ses lecteurs de reprendre contact avec les réalités françaises et étrangères ».

## Évolution
Carrefour s'est singulièrement transformé au terme d'une longue évolution partant du tripartisme induit par la Résistance et qui le conduisit du gaullisme inconditionnel sous la Quatrième République à une sympathie affirmée pour l'OAS et l'Algérie française sous la Cinquième République.

### Devise
- La semaine en France et dans le monde, de 1944 à 1967 ;
- Des sciences, des arts, des lettres, des idées, de 1967 à 1968 ;
- Des idées, des arts, des lettres, des sciences, de 1968 à 1972.

## Anciens collaborateurs deCarrefour
- Raymond Abellio
- Marcel Arland
- Jacques Audiberti
- Guy Bechtel
- Georges Bidault
- Maurice Blanchot
- Georges Blond
- André Castelot
- François Chalais, dont il dirige les pages culturelles de 1944 à 1952
- René Char
- Colette
- Daniel-Rops
- Jean Dutourd
- Max-Pol Fouchet
- Stanislas Fumet
- Bertrand de Jouvenel
- Arthur Koestler
- Viktor Kravtchenko
- Jacques de Lacretelle
- Morvan Lebesque
- Gilbert Lely
- Jacques Madaule
- André Malraux
- Gabriel Marcel
- François Mauriac
- André Maurois
- Henri Mondor
- Henry de Montherlant
- Michel Mohrt
- Jean Paulhan
- Armand Petitjean
- Pascal Pia, dont les feuilletons littéraires sont publiés de 1955 à 1977
- Robert Poulet
- Colonel Rémy
- Jules Romains
- Denis de Rougemont
- Robert de Saint-Jean
- Louis Salleron
- André Salmon
- Jacques Soustelle
- Pierre-Henri Teitgen
- André Thérive
- Jean et Jérôme Tharaud
- André Zeller